# Masahiko Sugita
Masahiko Sugita (杉田 真彦 Sugita Masahiko?), född 16 juni 1995 i Shizuoka prefektur, är en japansk fotbollsspelare.
Sugita började sin karriär 2018 i Sony Sendai FC. 2020 flyttade han till Fujieda MYFC.